# FK Minija
Futbolo klubas "Minija" é um clube de futebol profissional lituano da cidade de Kretinga que joga o Pirma lyga.

## História
O Futbolo klubas "Minija" foi fundado em 2017.

## Participação noCampeonato Lituano
| Temporada | Nível | Campeonato           | Lugar | Ref   |
| --------- | ----- | -------------------- | ----- | ----- |
| 2017      | 3.    | Antra lyga (Vakarai) | 3.    | [ 2 ] |
| 2018      | 3.    | Antra lyga (Vakarai) | 1.    |       |
| 2019      | 2.    | Pirma lyga           | 8.    |       |
| 2020      | 2.    | Pirma lyga           | 10.   |       |
| 2021      | 2.    | Pirma lyga           | 11.   | [ 3 ] |
| 2022      | 2.    | Pirma lyga           | 11.   |       |

## Equipamentos

### Equipamentos anteriores
- 2018

| Minija | Minija |

## Uniformes
| 2017 titular | 2017 alt | 2018 titular | 2018 alt | 2021 titular | 2021 Alt |

## Elenco Atual
Última atualização: 3 de julho de 2022 (UTC).
Nota: Bandeiras indicam equipe nacional, conforme definido pelas regras de elegibilidade da FIFA. Os jogadores podem ter mais de uma nacionalidade não-FIFA.
| 15 | Lituânia | G | Eimantas Brezgys     |  |  |  |  |  |
| 22 | Lituânia | G | Robertas Kazbaris    |  |  |  |  |  |
|    | Lituânia | G | Martynas Viluckas    |  |  |  |  |  |
|    | Lituânia | G | Domantas Barkauskas  |  |  |  |  |  |
|    |          |   |                      |  |  |  |  |  |
| 5  | Lituânia | D | Ainis Vilavičius     |  |  |  |  |  |
| 13 | Lituânia | D | Gustas Gumbaravičius |  |  |  |  |  |
| 19 | Lituânia | D | Lukas Jakumas        |  |  |  |  |  |
| 21 | Lituânia | D | Deividas Šiuša       |  |  |  |  |  |
| 69 | Lituânia | D | Laurynas Bauža       |  |  |  |  |  |
|    | Lituânia | D | Vilius Kazlauskas    |  |  |  |  |  |
|    |          |   |                      |  |  |  |  |  |

| 3  | Lituânia        | M | Neilas Urba          |  |  |  |  |  |
| 14 | Lituânia        | M | Germanas Vaniuchinas |  |  |  |  |  |
| 17 | Lituânia        | M | Aidas Pipiras        |  |  |  |  |  |
| 23 | Lituânia        | M | Mantas Elzbergas     |  |  |  |  |  |
| 45 | Lituânia        | M | Valdas Jašmontas     |  |  |  |  |  |
|    |                 |   |                      |  |  |  |  |  |
| 8  | Lituânia        | A | Gvidas Juška         |  |  |  |  |  |
| 10 | Japão           | A | Shogo Osawa          |  |  |  |  |  |
| 11 | Costa do Marfim | A | Hamed Sako           |  |  |  |  |  |
| 25 | Lituânia        | A | Dominykas Jakočiūnas |  |  |  |  |  |
|    | Lituânia        | A | Edgaras Drąsutis     |  |  |  |  |  |